# Jimbaran
Jimbaran è una località balneare situata all'estremità meridionale della penisola di Bukit sull'isola indonesiana di Bali.

## Generalità
Jimbaran è un villaggio di pescatori, noto per i tanti ristoranti di pesce e gli scenari naturalistici mozzafiato. Si trova a sud dell'Aeroporto Internazionale Ngurah Rai e fa parte di Kuta Sud (Kecamatan Kuta Selatan).

## Storia
Nel 2005, Jimbaran è stata vittima di un'esplosione da kamikaze che devastò il territorio, facendo esplodere due warung (ristoranti tradizionali) causando oltre 25 morti.

## Turismo
Jimbaran è nota per le meravigliose spiagge dorate e per i diversi sport turistici tra cui il surf. Nella località si possono trovare alcuni tra gli alberghi ed i resort più lussuosi dell'isola come Le Meridien Bali Jimbaran, il Four Seasons Hotel e il Belmont Jimbaran Puri, anche se nell'entroterra vi sono piccole pensioni a bassa costo.

## Monumenti e luoghi d'interesse
Nella area di Jimbaran si trovano molti luoghi suggestivi e alcuni sono di notevole interesse:
- Il tempio di Uluwatu è uno dei templi balinesi più suggestivi dell'isola ed è anche il tempio del mare più importante della penisola di Bukit.

- Il tempio Ulun Siwi è un tempio del XVIII secolo, dedicato al dio indù Shiva, costruito in pietra lavica e circondato da acque dolci considerate sacre dai balinese.

- Il Garuda Wisnu Kencana, meglio noto come GWK, si trova 3 km da Jimbaran ed si estende su una superficie di circa 60 ettari a 263 metri sul livello del mare, permettendo una vista panoramica eccezionale. Il parco si può considerare un'area multiculturale in cui si trovano templi, ristoranti, un teatro, una galleria espositiva con giardini, stagni e statue enormi. La statua più imponente e più alta dell'Indonesia è quella del dio Visnù e della sua cavalcatura Garuḍa, a cui il parco è dedicato. La statua è alta 122 metri ed è stata completata nell'agosto 2018[4][5].

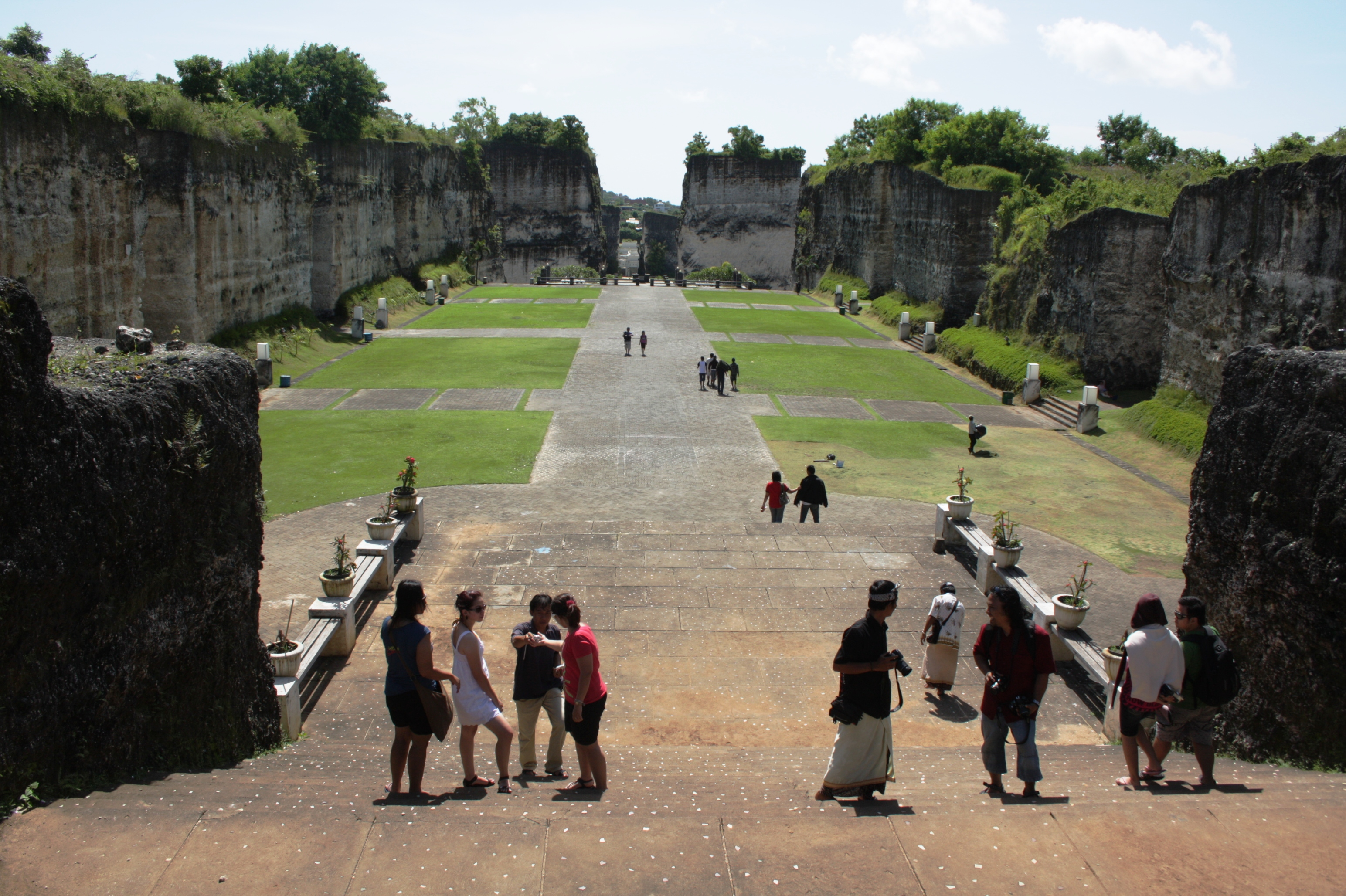
Garuda Plaza presso lo stagno dei fiori di loto.

## Galleria d'immagini

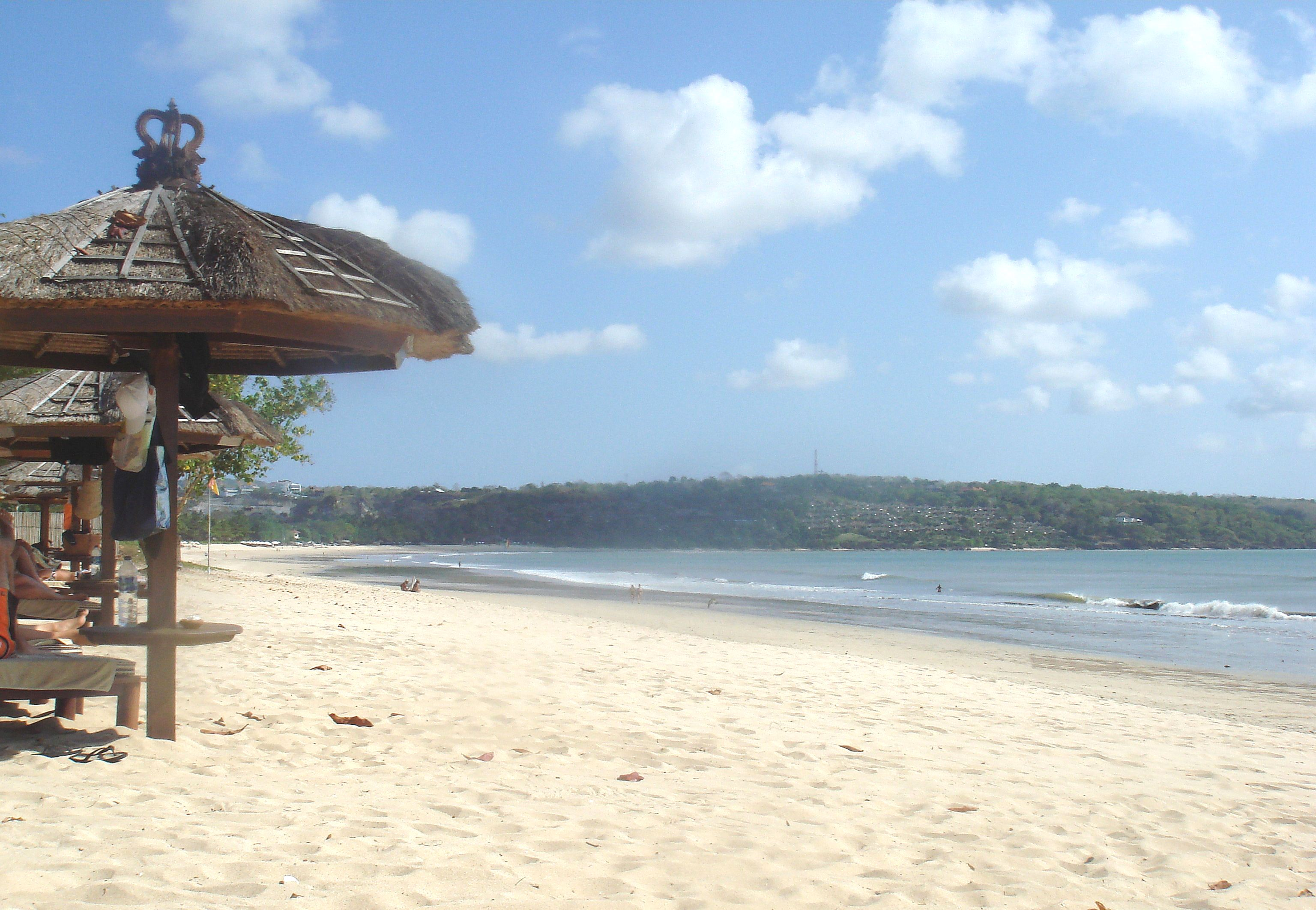
Le acque limpide e la sabbia bianca di Jimbaran.
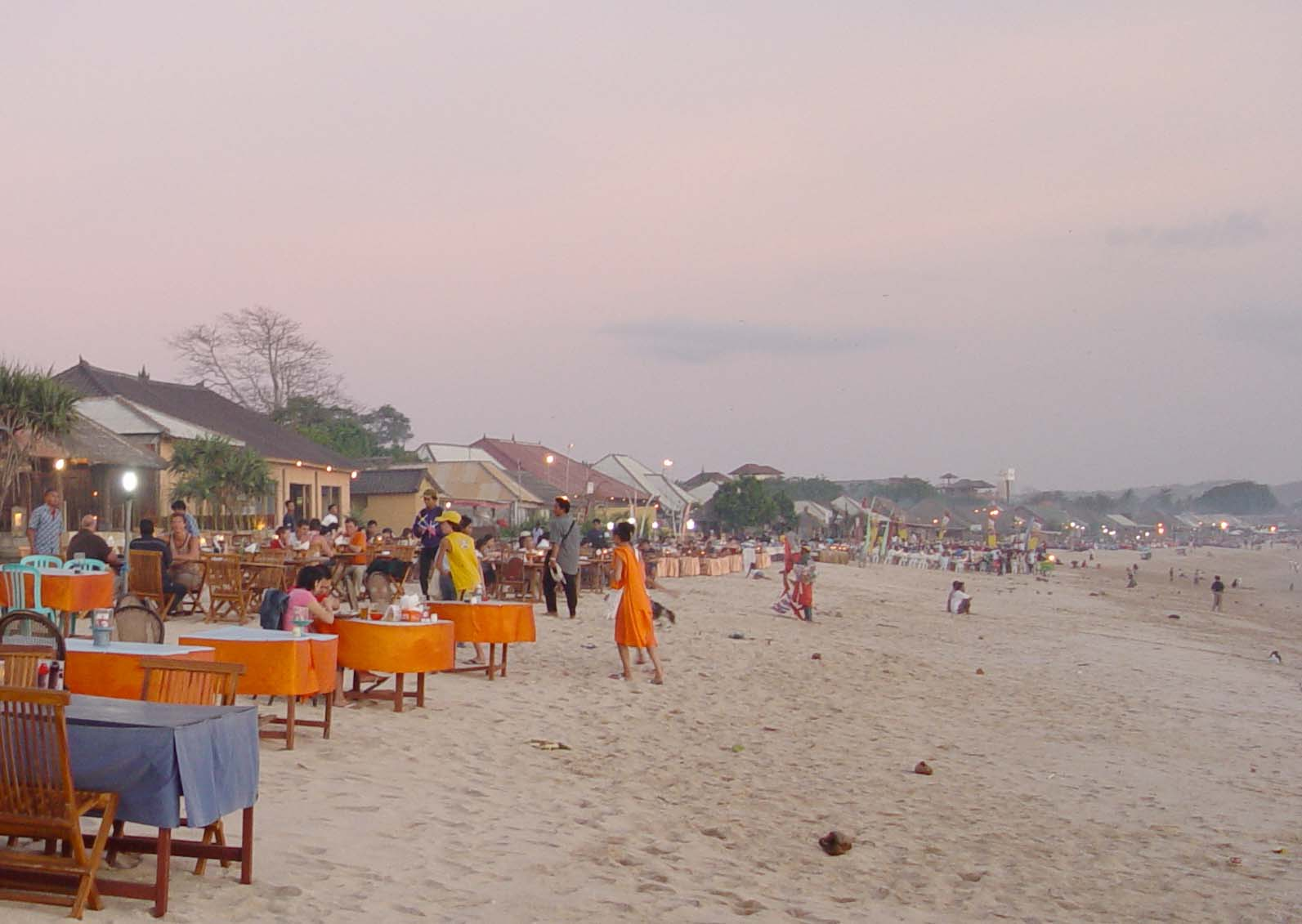
Tipico ristorante della località.
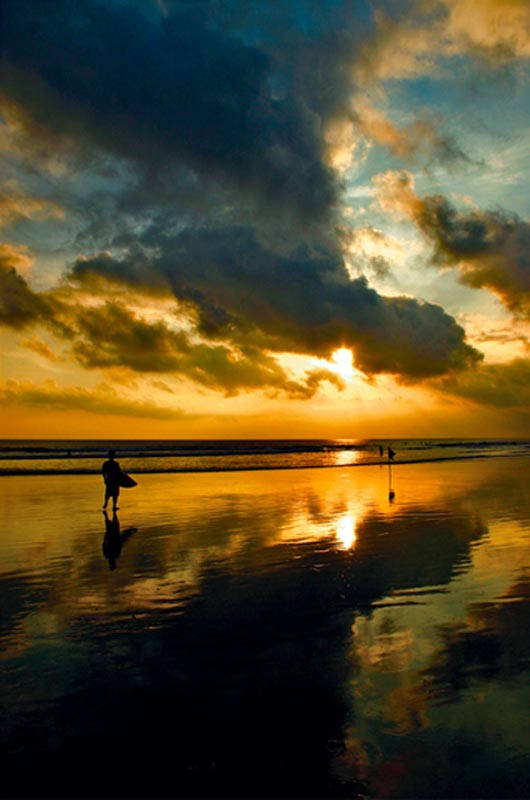
Tramonto tropicale a Jimbaran.
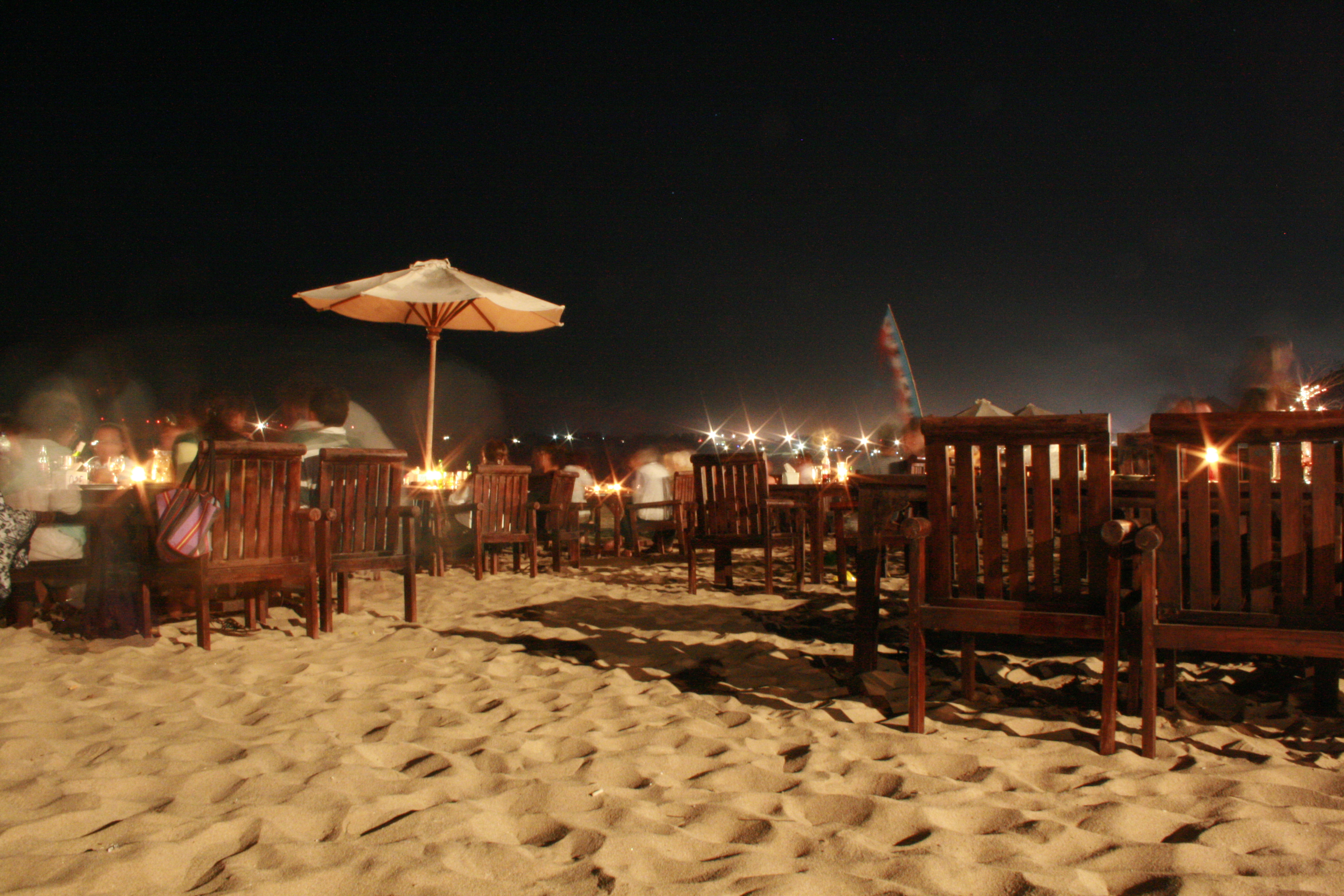
La spiaggia di notte.
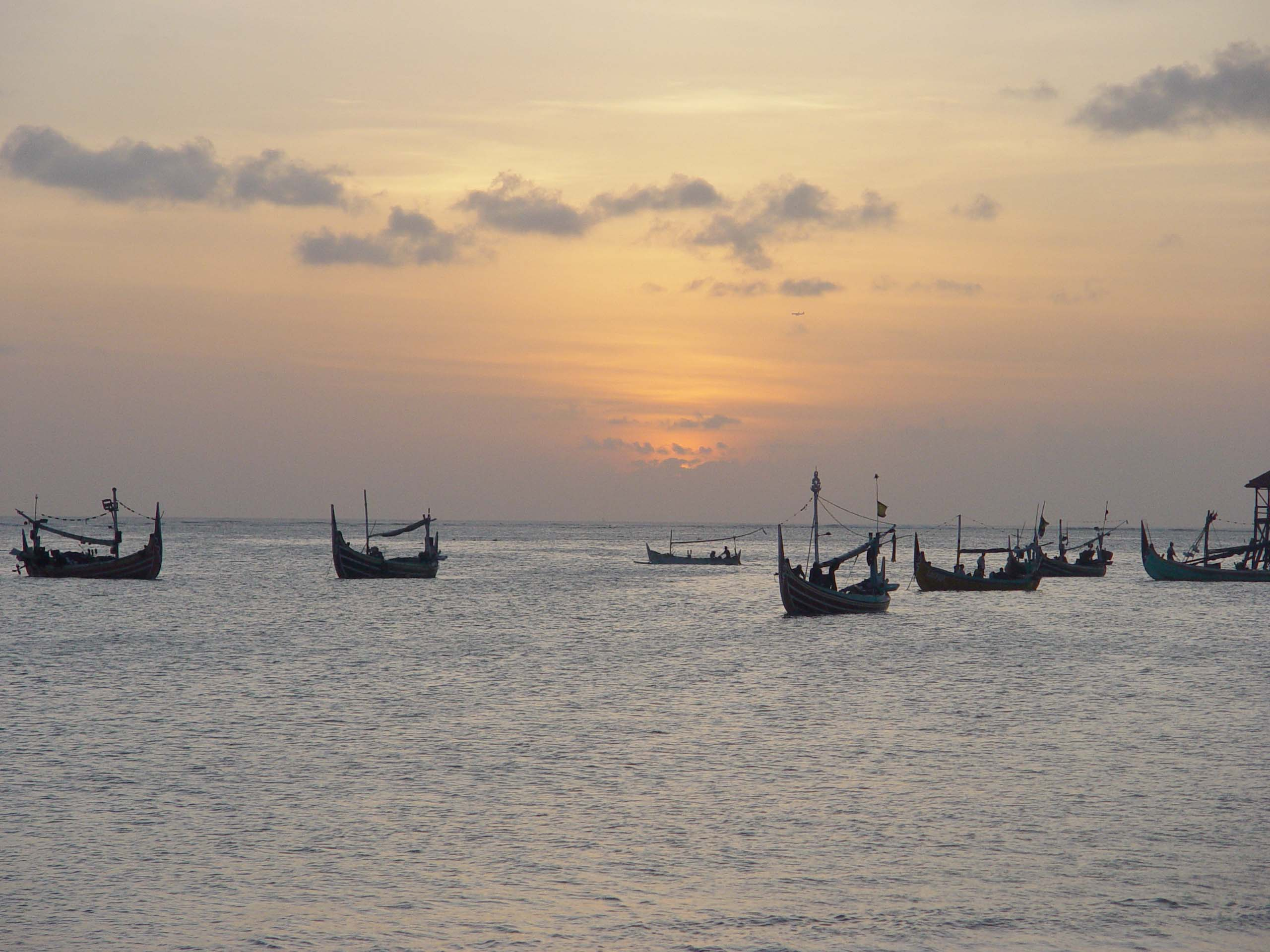
Imbarcazioni tradizionali nelle acque di Jimbaran.
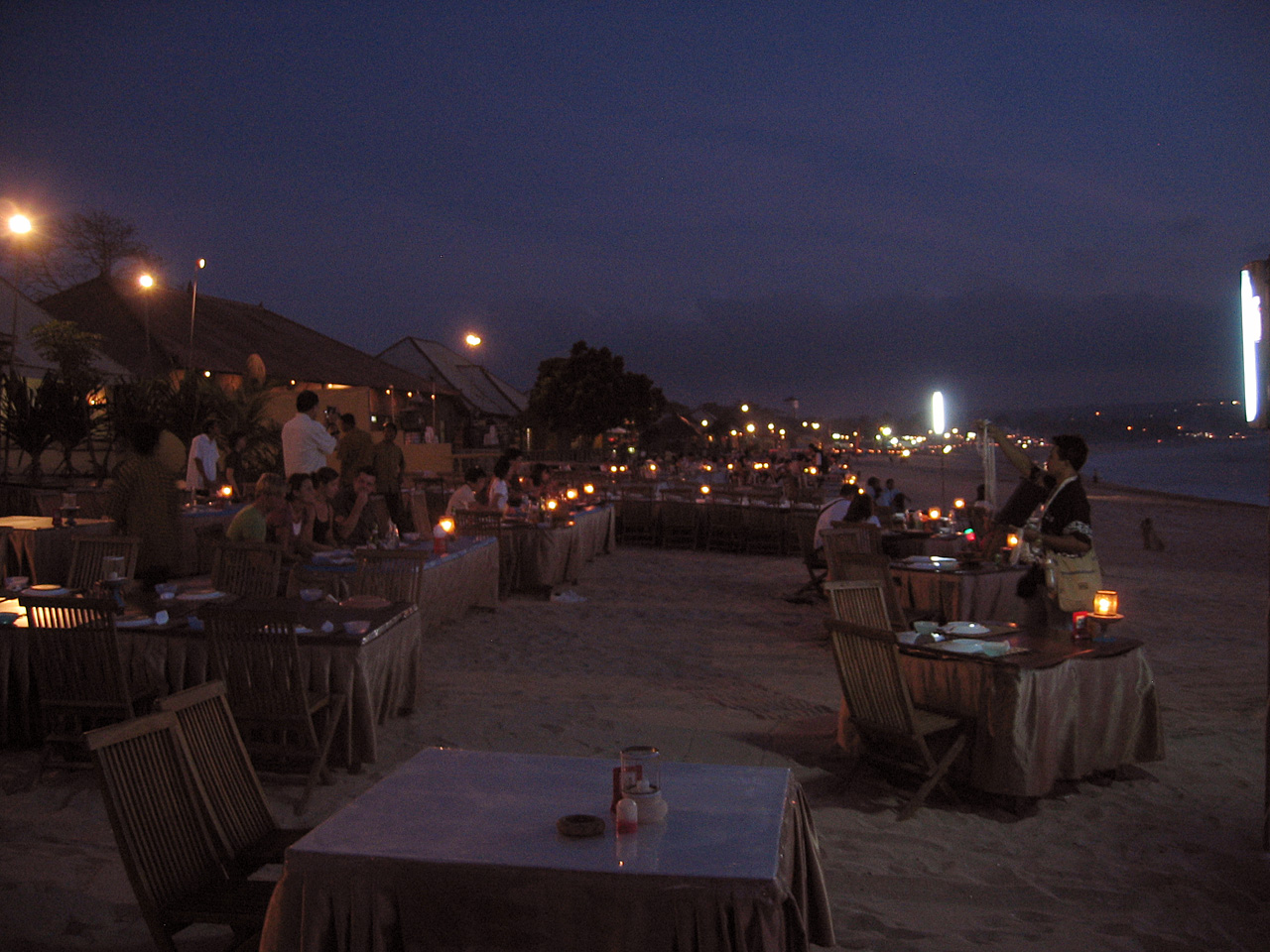
Scenario notturno di Jimbaran.
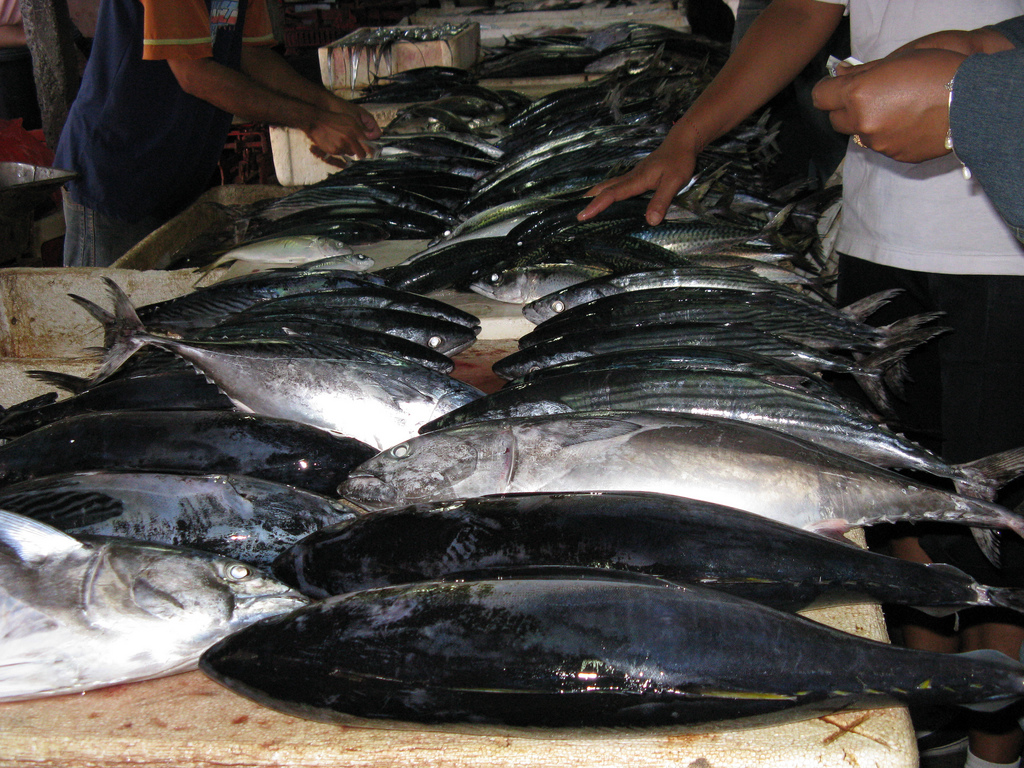
Pescato del noto wet market di Jimbaran.